# Krzysztof Smorszczewski
Krzysztof Smorszczewski (ur. 26 maja 1963 w Białymstoku) – polski niepełnosprawny lekkoatleta, specjalizujący się w pchnięciu kulą (kategoria niepełnosprawności F56) oraz w rzucie oszczepem.
Wielokrotny medalista letnich igrzysk paraolimpijskich (2x złoto – 2000, 2004), (srebro 2008), mistrzostw Świata i Europy.

## Życiorys
1 maja 1987 o godz. 18.30 wyskoczył z pociągu relacji Białystok – Wrocław i przez chwilę nieuwagi stracił obie nogi pod kołami (pracował na kolei, miał 24 lata). 
Był zawodnikiem klubu sportowego Podlaskiego Stowarzyszenia Sportowego Osób Niepełnosprawnych Start Białystok. Mieszka w Białymstoku, pracuje w klubie jako członek Zarządu.